# L-A be
L-A be - Let Artists Be est une compagnie de musique basée à Montréal au Canada. Fondée par Louis-Armand Bombardier en 2001, la boîte de développement culturel L-A be opère la production et la commercialisation de projets musicaux divers.
L-A be opère aussi le Studio B-12, un studio d'enregistrement et une résidence créative à Valcourt, ainsi que Le Ministère, une salle de spectacle située sur le boulevard Saint-Laurent à Montréal.

## Artistes
- Drogue
- Belle Grand Fille
- De Temps Antan
- Éric Goulet
- Érik West-Millette
- Flèche Love
- Pierre-Hervé Goulet
- Jonathan Painchaud
- Jorane
- Karlof Galovsky
- Ludovick Bourgeois
- Olivier Bélisle
- Salebarbes
- Seba
- Thomas Hellman
- Violett Pi